# Маріуполь (тральщик-шукач мін)
«Маріуполь» (M***) (до 2025 року «Narcis (Нарцис)» (M923) ВМС Бельгії) — мінний мисливець класу «Alkmaar» Військово-морських сил України, раніше бельгійського військово-морського компоненту.
Спущений на воду в 1990 році на верфі Mercantile-Belyard у Рупельмонді та охрещений пані Лафосс-Де Бакер, дружиною тодішнього мера Монса, 14 березня 1991 року. Патронат «Нарциса» прийняло місто Монс. Це був дев'ятий бельгійський мінний мисливець класу «Alkmaar». Бельгійський уряд вирішив розгорнути корабель у рамках своєї участі у забезпеченні дотримання безпольотної зони над Лівією.
У 2024 році, під час російсько-української війни, було оголошено, що «Нарцис» буде передано Україні в дар. Корабель пройшов повне технічне обслуговування перед передачею в дар. В червні 2025 року стало відомо про передачу корабля ВМС України, де він отримав назву «Маріуполь».